# Ozil de Cadartz
Ozil de Cadartz foi um trovador occitano conhecido por apenas uma canso sobrevivente, "Assatz es dregz, pos jois no.m pot venir".  É um poema irônico, parodiando, talvez, as regras excessivas do amor cortês.
Saverio Guida sugeriu que o trovador é o filho mais novo da família de Bertran, o senhor de Cadars, na Rouergue. Este Ozil, ou Odil, aparece pela primeira vez em uma carta de doação datada de 1160. Seu irmão mais velho, também Bertran, e seu pai podem ser localizados até 1180, e seu outro irmão mais velho, Armancz (Armand), até 1200. As datas de Ozil só podem ser estimadas com base nisso.